# دودمان آرتاشسی
دودمان آرتاشسی (که با نام آرتاشسیان نیز شناخته می‌شود) دودمانی ارمنی بود که توسط آرتاشس یکم در سال ۱۹۰ پیش از میلاد در شهر آرتاشات تأسیس شد و تا سرنگونی توسط رومیان در سال ۱۲ میلادی بر ارمنستان حکومت کرد. قلمرو آن‌ها شامل ارمنستان بزرگ، سوفن و به‌طور متناوب بخش‌هایی از میان‌رودان بود. دشمنان اصلی این سلسله، رومیان، سلوکیان و اشکانیان بودند که ارمنیان با آن‌ها جنگ‌های متعددی را انجام دادند. در دوران سلطنت تیگران بزرگ، پادشاهی ارمنستان به بزرگ‌ترین وسعت سرزمینی خود رسید و برای مدت کوتاهی از دریای خزر تا دریای مدیترانه گسترش یافت.

## تاریخ
بعد از شکست آنتیوخوس سوم حاکم ارمنستان بزرگ در سال ۱۹۰ پیش از میلاد از دولت روم، ایجاد و احیای ارمنستان مستقل را تسهیل نمود؛ و آرتاشس یکم در ۱۹۰ پیش از میلاد پادشاه ارمنستان شد. او شهری به نام (آرتاکساتا)، آرتاشات در دامنه کوه آرارات بنا کرد که پایتخت آن روز ارمنستان گردید.
پس از آرتاشس یکم دو فرزندش آرتاوازد یکم و تیگران یکم به حکومت رسیدند. در همین زمان در ایران حکومت تازه‌ای به نام پارت روی کار آمده بود. پارت‌ها که با نام اشکانیان هم معروفند از تیره ایرانی بودند. پادشاه اشکانی ایران مهرداد دوم (زندگی: ۱۱۵ پیش از میلاد) تا ۸۸ پیش از میلاد - مرزهای غربی قلمرو خود را تا رود فرات گسترش داد. او با آرتاوازد یکم درگیر شد و تیگران برادرزاده شاه ارمنستان را به گروگان برد. وقتی پدرش در سال ۹۵ پیش از میلاد فوت کرد اشکانیان آزادش کردند، ولی او ناگزیر شد به بهای آزادیش از دره‌های مرز جنوبی ارمنستان واقع در منطقه‌ای را که امروزه ارمنستان غربی است به آنان واگذارد. در زمان فرمانروایی تیگران دوم، قلمرو ارمنستان سه برابر گشت و ارمنستان به یکی از نیرومندترین حکومت‌های آن روز تبدیل شد. به همین علت تیگران دوم را در تاریخ تیگران بزرگ می‌نامند.
در سال ۸۸ پیش از میلاد، با مرگ مهرداد دوم شاه پارت که داماد و هم پیمان تیگران بزرگ بود، لشکریان ارمنی وارد هفتاد جلگه شدند و به مرزهای آتورپاتکان و ماد حمله کردند و تا همدان، پایتخت پارت، پیش رفتند و پس از تصرف این شهر کاخ شاه را به آتش کشیدند. پس پیمان آشتی‌ای بسته شد که طی آن هفتاد جلگه، آتورپاتکان، ماد و سرزمین‌های شمالی میان‌رودان به تیگران دوم سپرده شد. تیگران دوم در سامانهای گوناگون زیر دست خود شهرها و آبادی‌هایی به نام تیگراناکرت (به معنای ساخته تیگران) بنا کرد. تیگراناکرت اصلی در جایی بوده که اکنون شهر دیاربکر کردستان ترکیه امروزی قرار دارد.
لوکولوس بعد از شکست از تیگران دوم در نبرد تیگراناکرت سرداری به نام پومپه به فرماندهی سپاهیان روم منصوب شد. پومپه به وعده واگذاری قسمتی از سرزمین‌های متصرفی لوکولوس در میان رودان به فرهاد سوم پادشاه اشکانی وی را با خود متحد ساخت و وادارش کرد که به ارمنستان حمله کند. در خلال این اوقات فرهاد سوم بر ارمنستان تاخت. از بخت بد تیگران دوم پسر نوجوانش شاهزاده تیگران دست به یک خیانت شرم‌آور زد، به این معنی که با گروهی از سربازان به اردوگاه اشکانیان پیوست. اشکانیان با کمک سربازانی که شاهزاده تیگران در اختیارش گذاشته بود پیش آمدند و شهر آرتاشات پایتخت ارمنستان را محاصره کردند. وقتی بر اثر شکست مهرداد و فروپاشی حکومت پنتوس، پومپه به سمت ارمنستان پیشروی کرد وضع تیگران دوم وخیم و یاس‌انگیز شد. این جنگی بود که او می‌بایست در دو جبهه انجام دهد، با بیگانگان یک جنگ داخلی هم افزوده شده بود. تیگران توانست بقدر کافی نیرو تجهیز کند و پس از گردآوری نیروهایش به لشکری که آرتاشات را محاصره کرده بود حمله کرد، شکست سنگینی برآن وارد آورد و اشکانیان را از ارمنستان بیرون راند. لیکن با وجود این پیروزی تیگران حس کرد که غیرممکن است بتواند به نبرد ادامه بدهد، زیرا ارتش روم اکنون از جبهه دیگری داشت وارد خاک کشور او می‌شد. پومپه به پیشروی خود به طرف قلب ارمنستان ادامه داد و بی‌آنکه با مقاومتی برخورد کند به منطقه فعلی ارزروم رسید تیگران دوم از او تقاضای صلح کرد و پومپه هم پذیرفت.
در سال ۵۶ پیش از میلاد، با مرگ تیگران دوم آرتاوازد دوم به فرمانروایی رسید. آرتاوازد دوم به سبب قراردادی که پومپه با ارمنستان بسته بود به اجبار متحد روم شد. او به کراسوس نقشه جنگی عاقلانه‌ای پیشنهاد کرد دایر براینکه نامبرده لشکریان رومی را به ارمنستان بیاورد، چون در آنجا بهتر می‌تواند ایران اصلی را که هم نزدیک است و هم پایه واقعی قدرت اشکانیان، مورد حمله قرار دهد.
لیکن کراسوس خواه از روی غرور و خودخواهی و خواه به انگیزه حرص و آز و به طمع اینکه هر چه زودتر تیسفون پایتخت اشکانیان را با همه گنجینه‌هایش به تصرف درآورد، این نقشه را رد کرد، سرانجام بخش عمده‌ای از آن در نبرد حران نابود شد. کراسوس در حین نبرد کشته شد و کاسیوس که فرماندهی بازماندگان را برعهده گرفته بود پس از یک عقب‌نشینی وحشتناک خود را به سوریه رسانید.
پس از شکست کراسوس و عقب‌نشینی بازمانده سپاهیان رومی به سوریه دیگر برای ارمنستان غیرممکن بود به تنهایی بار سنگین جنگ را تحمل کند، و لذا پادشاه آرتاوازد مجبور شد با اشکانیان قرار داد ببندد. آرتاوازد به شرایط آن قرار داد گردن نهاد و به موجب آن قسمت جنوبی ارمنستان را به ایران واگذاشت و به‌علاوه با پادشاه اشکانی هم پیمان اتحاد بست، این پیمان با ازدواج خواهر پادشاه ارمنستان با یکی از پسران اشکانی تحکیم شد.
مارکوس آنتونیوس بنا به اندرزهای خائنانه کلئوپاترا که می‌خواست ثروتهای ارمنستان را تصاحب کند و یکی از فرزندان خود را بر تخت سلطنت آنجا بنشاند آرتاوازد را با فریب و نیرنگ به نزد خود به شهر نیکوپولیس خواند، کلئوپاترا آنان را مورد آزار و شکنجه قرار داد تا محل اختفای گنجینه‌های ارمنستان را فاش کنند. سپس کلئوپاترا و مارکوس لشکریانی برای اشغال ارمنستان فرستادند و اسکندر جوان را که ارشد فرزندان حاصل از ازدواجشان بود بر تخت سلطنت آن کشور نشاندند. آرتاوازد دوم به دست کلئوپاترا کشته شد. اسکندر پسر مارکوس آنتونیوس تازه به زور بر تخت سلطنت ارمنستان نشسته بود که یک شورش بزرگ ملی وی را از مملکت راند و به جای او پسر آرتاوازد دوم به نام آرتاشس دوم بر تخت نشانید. آنگاه لشکریان مارکوس باردیگر کشور را اشغال کردند و آرتاشس دوم (یا آرتاکسیاس دوم) به دربار پادشاه اشکانی که همچنان با رومیان در جنگ بود پناه برد. اسکندر دوباره بر تخت سلطنت ارمنستان نشست و در حمایت سپاهیان رومی از ۳۴ تا ۳۱ پیش از میلاد سلطنت کرد.
مارکوس در آخرین مرحله مبارزه اش با آگوستوس مجبور شد که نیروهای خود را از ارمنستان بیرون بکشد. آرتاشس دوم با کمک پادشاه اشکانی به ارمنستان بازگشت، دوباره مقام سلطنت را به دست گرفت، و از سال ۳۰ تا ۲۰ پیش از میلاد سلطنت کرد. آرتاکسیاس (آرتاشس) دوم به دست گروهی که توسط رومیان اجیر شده بودند کشته شد و برادرش تیگران سوم بر تخت سلطنت ارمنستان نشست. از آن پس ارمنستان وضع مملکت خودمختاری را پیدا می‌کرد که متحد روم بود و روم بر او سلطه‌ای کم یا بیش واقعی اعمال می‌نمود.
پس از تیگران سوم، تیگران چهارم برتخت نشست با سلطنت این پادشاه سلسله آرتاشس‌ها توأم با جنگ‌های داخلی بود که ارمنستان را روبه ضعف برد. پس از مرگ تیگران چهارم، به نام آریوبرزن دوم بر تخت نشست لیکن استقرار او بر تخت سلطنت ارمنستان بدون زحمت صورت نگرفت برای اینکه ارمنی‌ها برضد نفوذ روم دست به نبرد و شورش زده بودند.
بعد از آریوبرزن پسرش به نام آرتاوازد سوم به جایش نشست. با روی کار آمدن او دوران اغتشاش‌ها دوباره آغاز شد. دیون کاسیوس نقل می‌کند که: «سال بعد، ارمنیان به جان هم افتادند و بجز این کار دیگری نکردند.»
ارمنستان بجز در یک دوره کوتاه از آرامشی نسبی برخوردار نشد، و آن هم پس از سال ۱۷ میلادی بود که ژرمنیکوس ژولیوس سزار با سپاه خود به ارمنستان آمد تا آرتاشس سوم معروف به زنون را بر تخت سلطنت بنشاند.

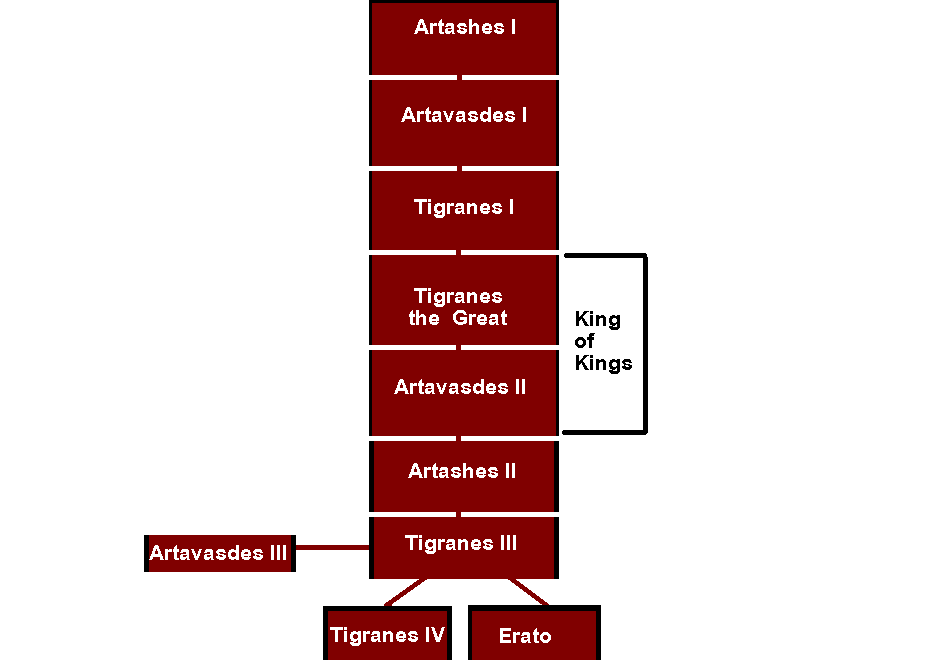
دودمان آرتاشسی

## پادشاهان
- آرتاشس یکم، پسر زاره (۱۹۰ تا ۱۵۹ پیش از میلاد)
- تیگران یکم، پسر آرتاشس یکم (۱۵۹ تا ۱۲۳ پیش از میلاد)
- آرتاوازد یکم، پسر آرتاشس یکم (۱۲۳ تا ۹۵ پیش از میلاد)
- تیگران دوم، پسر تیگران یکم (۹۵ تا ۵۵ پیش از میلاد)
- آرتاوازد دوم، پسر تیگران دوم (۵۵ تا ۳۴ پیش از میلاد)
- آرتاشس دوم، پسر آرتاوازد دوم (۳۳ تا ۲۰ پیش از میلاد)
- تیگران سوم، پسر آرتاوازد دوم (۲۰ تا ۱۰ پیش از میلاد)
- تیگران چهارم، پسر تیگران سوم و ملکه اراتو دختر تیگران سوم (۱۰ تا ۲ پیش از میلاد)
- آریوبرزن دوم ماد آتروپاتن، پسر آرتاوازد یکم آتروپاتکان
- آرتاوازد سوم، پسر آریوبرزن
- آرتاشس سوم (معروف به زنون)، پسر پونتوس
- تیگران پنجم، پسر آلکساندر و ملکه اراتو